# أنخيلو أنتونازو
أنخيلو أنتونازو (بالإيطالية: Angelo Antonazzo)‏ (2 أكتوبر 1981 بتارانتو في إيطاليا - ) هو لاعب كرة قدم إيطالي في مركز الدفاع. لعب مع كييفو فيرونا ونادي أسكولي ونادي إمبولي ونادي بولونيا ونادي ريجينا ونادي فروسينوني ونادي مودينا ونادي كاسيرتانا وASD Martina Calcio 1947 ‏ ونادي تارانتو 1927 ونادي غوبيو وADC Ars et Labor Grottaglie ‏ ونادي غروسيتو.

## وصلات خارجية
- أنخيلو أنتونازو على موقع قاعدة بيانات كرة القدم.إي يو (الإنجليزية)
- أنخيلو أنتونازو على موقع Soccerway.com (الإنجليزية)
- أنخيلو أنتونازو على موقع عالم كرة القدم.نت (الإنجليزية)